# دم‌سوزنی‌ها
دُم‌سوزنی‌ها (نام علمی: Acisoma) نام یک سرده از خانواده آسیابک‌های آب‌نشین است.